# La bala/Qué lindo es ser voluntario
«La bala/Qué lindo es ser voluntario» es el noveno sencillo oficial del cantautor chileno Víctor Jara como solista. Fue lanzado en 1972 por el sello discográfico DICAP, y pertenece a su álbum póstumo Manifiesto, lanzado en 1974.

## Lista de canciones
| Lado A |           |                        |                            |          |  |
| N.º    | Título    | Música                 | Arreglos                   | Duración |  |
| 1.     | «La bala» | tradicional colombiana | Víctor Jara, Jaime Caicedo | 5:10     |  |

| Lado B |                               |             |          |          |  |
| N.º    | Título                        | Música      | Arreglos | Duración |  |
| 2.     | «Qué lindo es ser voluntario» | Víctor Jara | -        | 3:28     |  |
| 8:38   |                               |             |          |          |  |